# Demen en Langel
Demen en Langel est une ancienne commune néerlandaise de la province du Brabant-Septentrional sur la rive gauche de la Meuse.
Demen était une paroisse et Langel (appelé maintenant Neerlangel) une petite seigneurie dans le Pays de Ravenstein.
En 1700, Demen et Langel s'associent pour former l'ancienne commune Demen en Langel qui a existé jusqu'en 1810 environ, date de la fondation de l'ancienne commune de Dieden, Demen en Langel, annexée en 1923 par l'ancienne commune de Ravenstein, qui à son tour s'est rattachée en 2003 à la commune d'Oss.
Pour des informations plus amples, voir Demen et Neerlangel.